# Radkivți, Starokosteantîniv
Radkivți (în ucraineană Радківці) este localitatea de reședință a comunei Radkivți din raionul Starokosteantîniv, regiunea Hmelnîțkîi, Ucraina.

## Demografie
Componența lingvistică a localității Radkivți
     Ucraineană (100%)
Conform recensământului din 2001, toată populația localității Radkivți era vorbitoare de ucraineană (100%).